# Gea
Gea là một chi nhện trong họ Araneidae.

## Hình ảnh

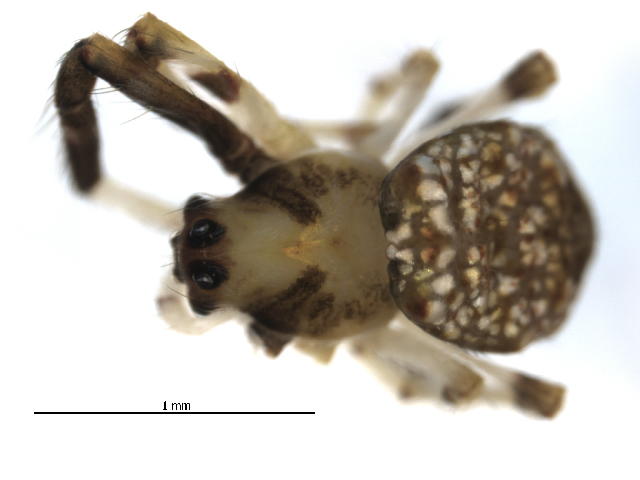